# قاچاق انسان در پرو
قاچاق انسان در پرو (انگلیسی: Human trafficking in Peru) بعنوان یکی از کشورهای مبدأ، ترانزیت و مقصد مردان، زنان و کودکان که در معرض قاچاق انسان به ویژه به‌هدف کار و فحشای اجباری هستند. تخمین زده می‌شود که در داخل پرو چندین هزار نفر تحت شرایط کار اجباری، عمدتاً در معدن، درخت‌بری، کشاورزی، آجرپزی و خدمتکار خانگی بکار گرفته شده‌اند. بسیاری از قربانیان قاچاق زنان و دختران از مناطق فقیر روستایی آمازون هستند، که قاچاقچیان آنها را استخدام می‌کنند و به فحشا اجباری در کلوب‌های شبانه شهری، کافه‌ها، و روسپی‌خانه‌ها استثمار می‌کنند. اغلب قربانیان از طریق ارائه پیشنهادهای قلابی یا وعده تحصیلات، استخدام فریب داده می‌شوند.
مردم بومی به ویژه برای به بردگی بسیار آسیب‌پذیر هستند. کار اجباری کودکان به ویژه در معادن غیررسمی طلا، تولید کوکائین، و حمل و نقل، همچنان یک مشکل است. گزارشها حاکی از آن است که گروه تروریستی «راه درخشان»، کودکان را به عنوان سرباز و منتقل کننده مواد مخدر استخدام کرده‌است. تعداد کمی قربانیان پرویی در اکوادور، اسپانیا، ایتالیا، ژاپن و ایالات متحده آمریکا در معرض فحشا اجباری قرار دارند یا در آرژانتین، شیلی و برزیل بکار اجباری واداشته می‌شوند. پرو نیز یک کشور مقصد برای زنان اکوادوری و بولیویایی برای فحشاء اجباری است، و برخی شهروندان بولیوی در شرایط کار اجباری در پرو یافت می‌شوند.
در شهرهای ایکیتوس، مادره دو دیوس و کوسکو گردشگری همراه با سوء استفاده جنسی از کودکان رایج است. طبق گزارشها در برخی مناطق که حضور دولت کمرنگ یا صفر است قاچاقچیان با مصونیت از مجازات فعال هستند.

## اقدامات دولت
دولت پرو به‌طور کامل با حداقل استانداردها برای حذف قاچاق موافق نیست، با این حال تلاش‌های قابل توجهی برای انجام این کار انجام شده‌است. سال گذشته، دولت تلاش‌های نیروهای انتظامی علیه جرایم قاچاق را افزایش داد و آگاهی عمومی را نسبت به این موضوع انجام داد و حفظ کرد. با این حال، دولت در تأمین خدمات کافی برای قربانیان قاچاق ناموفق بوده‌است و تلاش کافی برای مقابله با گسترش بالای قاچاق در کشور انجام نداده‌است.

## موضع‌گیری‌ها
دفتر نظارت و مبارزه با قاچاق انسان در وزارت امور خارجه ایالات متحده آمریکا، پرو را در سال ۲۰۱۷ در رده دوم "Tier 1" کشورهای (مبارزه با قاچاق انسان) قرار داده‌است.